# Lo stivale zoppo
Lo stivale zoppo. Una storia d'Italia irriverente dal fascismo a oggi è un saggio dello scrittore italiano Roberto Gervaso, pubblicato nel 2013. 
Il saggio racconta la storia dell'Italia dal ventennio fascista fino ai giorni nostri, passando una carrellata di nomi da Benito Mussolini a Silvio Berlusconi. Lo scrittore è convinto che se l'Italia si trovi in queste condizioni critiche sia proprio per colpa di coloro che l'hanno "indossata", proprio come si fa con uno stivale.

## Sommario
Mussolini non è morto nell'aprile del 1945. Inizia con il trattato di "Versalilles" questa rocambolesca storia d'Italia, vissuta e raccontata come se Mussolini non fosse mai defunto. Sarebbe infatti riuscito a stabilirsi in Svizzera fuggendo vittoriosamente dalla morsa dei partigiani. 
La successione dei fatti della storia italiana, va di pari passo con la vita di Mussolini, che viene valutata nei pro e nei contro, raccontandone i misfatti e la personalità eccentrica. Passando da attacchi di stitichezza a incontri non proprio occasionali del duce con le sue maîtresse, al rapporto con la consapevole moglie Rachele, arriviamo all'errore fatidico compiuto dal regime fascista, e da Mussolini in particolare, dell'alleanza con la Germania di Adolf Hitler. Così potente e incontrastata, l'Alemannia ispira forza e stabilità. Ecco l'errore da tutti contestato, di chi fa di un evento, un ventennio di torture. L'autore parla di un Paese che non ha mai preso una posizione e che si è messo sempre dalla parte del più forte, perché "l'Italia ha bisogno di qualcuno che la comandi".
Dall'alleanza con Hitler e il Patto d'acciaio del 1939, l'autore racconta la stregua dell'esercito italiano come un qualcosa di consapevole da parte di Mussolini, il quale si sarebbe lasciato abbindolare da uno sfortunato perché impotente Führer. 
Finita la guerra, l'Italia ne esce più sconfitta che mai, ma con una voglia di ricostruzione più viva che mai. Tutto sembrava da costruire, da ricreare, l'alone degli autoritarismi era stato scacciato una volta per tutte. Alcide De Gasperi è al governo, nasce la Democrazia Cristiana, nasce l'Organizzazione delle Nazioni Unite. Il governo è debole, ma nonostante questo gli italiani scelgono la Democrazia Cristiana, passando da Amintore Fanfani, Aldo Moro e il suo sequestro da parte delle Brigate Rosse, all'inarrestabile Giulio Andreotti.

## Edizioni
- Roberto Gervaso, Lo stivale zoppo. Una storia d'Italia irriverente dal fascismo a oggi, Milano, Mondadori, 2013, ISBN 978-88-045-7859-8.